# Lengwil
Lengwil es una comuna suiza del cantón de Turgovia, situada en el distrito de Kreuzlingen. Limita al norte con las comunas de Kreuzlingen y Bottighofen, al noreste con Münsterlingen, al este con Langrickenbach, al sur con Birwinken y Berg, y al oeste con Kemmental.